# Loki n’ Roll
Loki n’ Roll – drugi album studyjny japońskiego gitarzysty i kompozytora Köziego wydany 17 maja 2006. 

## Lista utworów
1. "Cabinet"
2. "Loki n’ Roll"
3. "Babylo"
4. "Que Sera Sera"
5. "Curious Nuance"
6. "Who's Mind"
7. "Night Creature"
8. "The Eyes"
9. "I'm Not"